# Хизбалла аль-Хиджаз
Хизбалла Хиджаза (она же саудийская и внутренняя) — террористическое подполье, действующее в Хиджазе, Саудовская Аравия и в других частях страны.

## Предшественники и создание организации
После исламской революции в Иране, эта шиитская страна активно враждовала с суннитской Саудовской Аравией.
Предшественниками Хизбаллы Хиджаза были «Национальная коалиция», переименованная затем в «Коалицию учёных Хиджаза» и «Движение передовых вестников», действовавшее в Саудии и организовывавшее шиитские мятежи в Восточной провинции в конце 70-х. Последнее участвовало на стороне Ирана в Ирано-Иракской войне, причём официальные власти Саудовской Аравии наоборот поддерживали Ирак.
Организация была создана в 1980-е годы при участии Ирана, её социальной базой должны были стать шииты Саудовской Аравии, в том числе из Восточной провинции королевства. Шииты-эмигранты и шииты из Саудовской Аравии, приезжавшие в Иран учиться в религиозных учебных заведениях, также стояли у истоков создания Хизбаллы Хиджаза.
Во время хаджа 1987 года между иранскими и арабскими паломниками возникли столкновения, что привело к гибели примерно 400 человек. Через небольшой промежуток времени было объявлено о создании Хизбаллы Хиджаза на базе «Коалиции учёных Хиджаза», причём под Хиджазом в данном случае предлагалось понимать всю Саудовскую Аравию, так как последователи аятоллы Хомейни не признавали её названия и легитимности.

## Деятельность на территории Саудовской Аравии
Первоначально было совершено несколько вылазок в Восточной провинции, а также несколько попыток совершить теракты, сорванных саудовскими спецслужбами. Предпринимались также попытки напасть на дипломатов Саудовской Аравии за рубежом. В 1989 году бомбы были заложены у Запретной Мечети в Мекке. В 1990 многие арестованные члены движения были помилованы королём. Существуют обоснованные предположения, что Хизбалла Хиджаза сотрудничала и направлялась Ираном и Сирией, а также имела связи с ливанской Хизбаллой.

### Теракт в Хубре
Наиболее крупным терактом стал взрыв мощной бомбы у жилого комплекса в Хубре (город иногда называют Эль-Хубар) 25 июня 1996 года, в результате которого погибли 19 американцев и получили ранения ещё несколько сотен человек.